# NGC 3918
NGC 3918 é uma nebulosa planetária na direção da constelação de Centaurus. O objeto foi descoberto pelo astrônomo John Herschel em 1834, usando um telescópio refletor com abertura de 18,6 polegadas. Devido a sua moderada magnitude aparente (+8,1), é visível apenas com telescópios amadores ou com equipamentos superiores. 